# Pasquier Quesnel

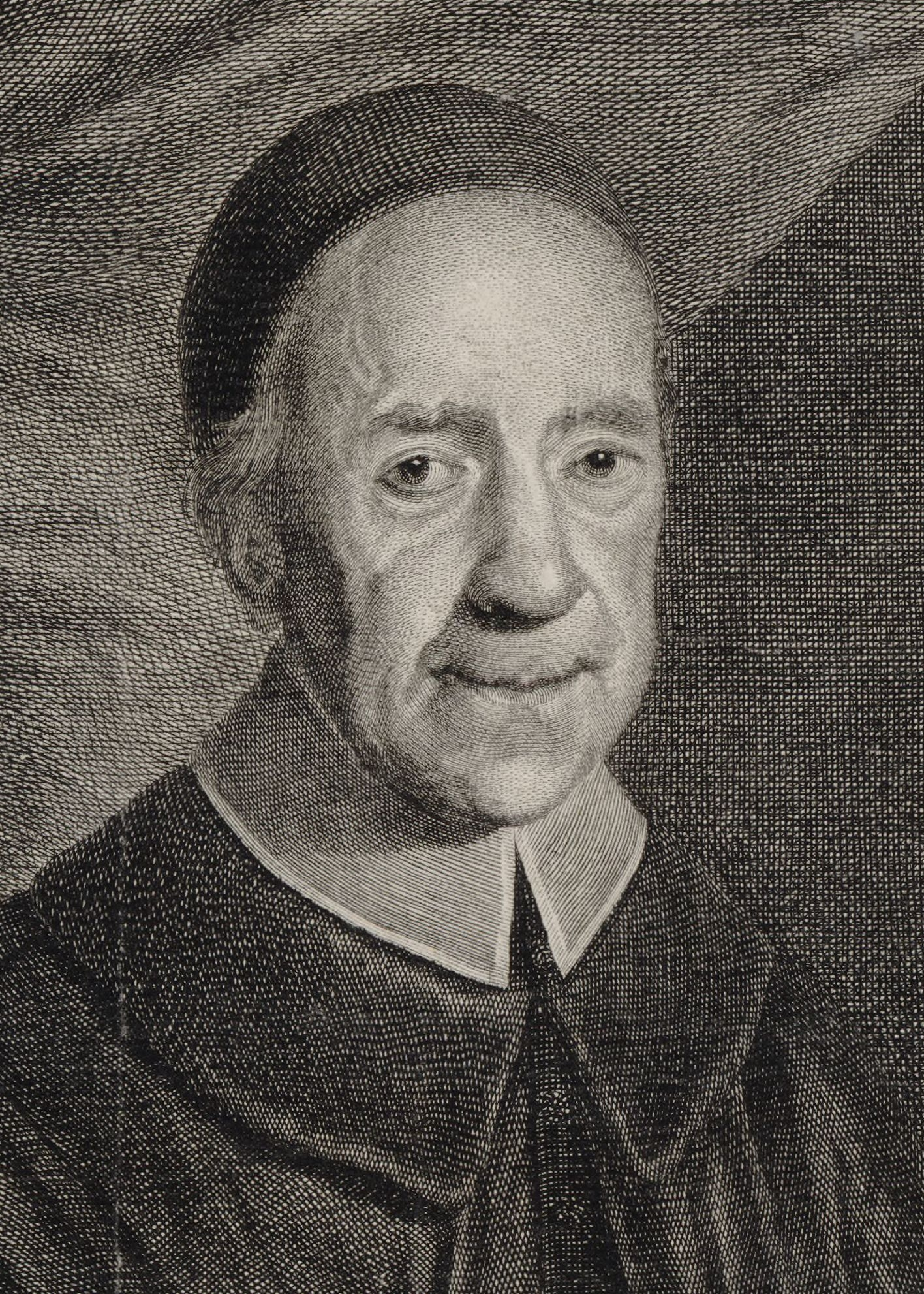

Pasquier Quesnel (Parijs, 14 juli 1634 - Amsterdam, 2 december 1719) was een Frans theoloog en een van de leidende figuren van het jansenisme.
Quesnel trad binnen bij de Oratorianen maar door zijn jansenistische overtuigingen verliet hij de orde in 1681. Hij vervoegde Antoine Arnauld in Brussel in 1685 in vrijwillige ballingschap en hij volgde hem na zijn dood in 1694 op als morele leider van de jansenisten. In 1699 verscheen zijn Réflexions morales sur le Nouveau Testament, dat fel bekritiseerd werd door de anti-jansenisten. In 1704 volgde een aanklachtendossier van Hendrik Jozef Van Susteren, vicaris-generaal van de fel anti-jansenistische aartsbisschop Precipiano van Mechelen, op basis van de publicaties van Quesnel en zijn uitgebreide correspondentie met Arnauld. Quesnel was al op 30 mei 1703 aangehouden door gouverneur Bedmar en gevangen gezet in het aartsbisschoppelijk paleis in Mechelen. Maar in de nacht van 12 op 13 september 1703 wist hij te ontsnappen en vluchtte naar Luik en vervolgens naar Utrecht. In 1713 veroordeelde de pauselijke bul Unigenitus 101 proposities uit de Réflexions morales van Quesnel. Vanuit de Verenigde Provincies riep Quesnel op tot een algemeen concilie.
- Biblioteca Nacional de España: XX1079896
- Bibliothèque nationale de France: cb11994397q (data)
- Catàleg d'autoritats de noms i títols de Catalunya: 981058529300506706
- CiNii: DA10425491
- Gemeinsame Normdatei: 119143801
- International Standard Name Identifier: 0000 0001 2117 8762
- Library of Congress Control Number: n83165575
- Nationale Bibliotheek van Tsjechië: jn20040227019
- Nationale Bibliotheek van Israël: 987007276108005171
- Nationale Bibliotheek van Polen: a0000002685586
- Nederlandse Thesaurus van Auteursnamen: 069398569
- Réseau des bibliothèques de Suisse occidentale: 02-A003720540
- Istituto Centrale per il Catalogo Unico: CFIV085155
- LIBRIS: 261373
- SNAC: w6321b73
- Système universitaire de documentation: 028025482
- Virtual International Authority File: 2479682
- WorldCat: E39PBJk4CTvxGWRrvyCYVRWv73